# Süreyya Ayhan
Süreyya Ayhan (ur. 6 września 1978 w Korgunie, w prowincji Çankırı) – turecka lekkoatletka, wicemistrzyni świata i mistrzyni Europy w biegu na 1500 metrów, uczestniczka letnich igrzysk olimpijskich w Sydney (2000).
Największe sukcesy Ayhan odnosiła na dystansie 1500 metrów:
- złoty medal na Uniwersjadzie (Pekin 2001)
- srebrny medal igrzysk śródziemnomorskich (Tunis 2001)
- złoto podczas Mistrzostw Europy w Lekkoatletyce (Monachium 2002)
- 1. miejsce podczas Pucharu Świata w Lekkoatletyce (Madryt 2002)
- srebrny medal Mistrzostw Świata w Lekkoatletyce (Paryż 2003)
- 1. miejsce w Światowym Finale IAAF (Monako 2003)
- zwycięstwo w plebiscycie na Europejską Lekkoatletkę Roku (2003)

Znakomicie rozpoczętą karierę przerwała wpadka dopingowa – w sierpniu 2004 została zdyskwalifikowana za złamanie zasad antydopingowych. W 2007 podczas treningów w USA została poddana testom, które wykryły u Ayhan niedozwolone środki – ponieważ było to drugie tego rodzaju przewinienie, na Ayhan nałożono karę dożywotniej dyskwalifikacji.

## Rekordy życiowe
- Bieg na 800 metrów – 2:00,64 – Stambuł 20/08/2000 rekord Turcji
- Bieg na 1500 metrów – 3:55,33 – Bruksela 05/09/2003 rekord Turcji